# Caeneressa rubrozonata
Caeneressa rubrozonata là một loài bướm đêm thuộc phân họ Arctiinae, họ Erebidae.